# پفیفلباخ
پفیفلباخ (به آلمانی: Pfiffelbach) یک منطقهٔ مسکونی در آلمان است که در ایلمتال-واینشتراسه واقع شده‌است. پفیفلباخ ۵۹۰ نفر جمعیت دارد.